# Кузнецова, Светлана Александровна
Светла́на Алекса́ндровна Кузнецо́ва (27 июня 1985, Ленинград, СССР) — российская теннисистка, заслуженный мастер спорта России; победительница двух турниров Большого шлема в одиночном разряде (Открытый чемпионат США-2004 и Открытый чемпионат Франции-2009); победительница 34 турниров WTA (из них 18 в одиночном разряде); бывшая вторая ракетка мира в одиночном разряде; победительница двух турниров Большого шлема в парном разряде (Открытый чемпионат Австралии 2005 и 2012); бывшая третья ракетка мира в парном разряде; трёхкратная победительница Кубка Федерации в составе сборной России (2004, 2007, 2008).

## Общая информация
Светлана родилась в спортивной семье. Отец Александр Кузнецов — советский и российский тренер по велоспорту, воспитавший семь Олимпийских и мировых чемпионов. Ныне он тренер в спортивном обществе «Локомотив». Мать Галина Царёва — 6-кратная чемпионка мира по велогонкам и обладательница 20 мировых рекордов, заслуженный мастер спорта СССР. Старший брат Николай Кузнецов — серебряный призёр Олимпийских Игр в Атланте в командной гонке преследования на велотреке.
Начала заниматься теннисом в 7 лет. Спустя шесть лет переехала тренироваться в Испанию в академию Санчеса-Касаля.
В 2024 году снялась в российском сериале «Триггер» (3 сезон, 3 эпизод).

## Спортивная карьера

### Начало карьеры
Кузнецова начала профессиональную карьеру в 2000 году. В апреле 2001 года она выиграла свой первый титул из цикла ITF. В мае того же года Светлана дебютировала в WTA-туре. Произошло это на турнире в Мадриде, куда она пробилась через квалификацию. В первом матче на таком уровне она обыграла испанку Вирхинию Руано Паскуаль, а во втором проиграла американке Лизе Реймонд.
В январе 2002 года она дебютировала на турнирах серии Большого шлема, сыграв на Открытом чемпионате Австралии. Пробившись сюда через квалификацию, Кузнецова в итоге вышла во второй раунд соревнований. В мае на турнире в Варшаве россиянка впервые смогла попасть в четвертьфинал. В июле она уже смогла пройти в полуфинал на турнире в Касабланке. В том же месяце, выступив в парном розыгрыше турнира в Сопоте с известной испанской теннисисткой Аранчей Санчес-Викарио, Кузнецова выигрывает первый в карьере титул WTA. Уже в августе, начав свои выступления с квалификации, ей удалось победить и в одиночных соревнованиях на турнире в Хельсинки, где в финале переигрывает Денису Хладкову, несмотря на сухое поражение в первом сете — 0:6, 6:3, 7:6(2). На том же турнире она победила и в парном разряде, вновь сыграв в паре с Аранчей Санчес-Викарио. Победа в Хельсинки позволила Кузнецовой впервые подняться в топ-100 мирового рейтинга. На Открытый чемпионат США она отбирается через квалификационные раунды и в основной сетке смогла выиграть у Анны Кремер и Жанетты Гусаровой, а в третьем раунде проиграла Сильвии Фарине. В сентябре с Санчес-Викарио она берёт ещё один парный трофей на турнире в Токио. Через неделю после этого Кузнецова смогла выиграть одиночный титул на турнире на Бали, обыграв в финале ещё одну знаменитую испанскую спортсменку Кончиту Мартинес (3:6, 7:6(4), 7:5). Итогом сезона 2002 года для Светланы стало 43-е место в рейтинге. Также за свой успешный сезон она была отмечена Наградой WTA как лучший «Новичок года».
На старте сезона 2003 года Кузнецова выиграла парный трофей в Голд-Косте, выступив совместно с легендой тенниса Мартиной Навратиловой. На Открытом чемпионате Австралии в соперницы по первому раунду ей достаётся вторая ракетка мира на тот момент Винус Уильямс, и Светлана проиграла со счётом 4:6, 2:6. В феврале в альянсе с Навратиловой Кузнецова выиграла парный приз соревнований в Дубае. В мае их дуэт выигрывает парный титул на турнире 1-й категории в Риме. На дебютном в женских одиночных соревнованиях Открытом чемпионате Франции Светлана в первом раунде проиграла Меган Шонесси. На Уимблдонском турнире она смогла выступить успешно. Впервые выступив в одиночных соревнованиях, Кузнецова смогла выиграть четыре матча и выйти в четвертьфинал. На этой стадии она проиграла третьей ракетке мира Жюстин Энен-Арденн (2:6, 2:6). В начале августа они вновь встретились в полуфинале турнира в Сан-Диего, и вновь победу одержала представительница Бельгии. На турнире в Лос-Анджелесе она выходит в 1/4 финала, где проигрывает Ким Клейстерс. На турнире в Торонто Кузнецова выиграла парный титул совместно с Навратиловой. На Открытом чемпионате США их пара смогла дойти до финала. В шаге от первого для Кузнецовой кубка Большого Шлема их остановили Вирхиния Руано Паскуаль и Паола Суарес. В одиночном розыгрыше турнира в США она прошла в третий раунд, где встретилась с первой ракеткой мира Ким Клейстерс и уступила 3:6, 2:6. В сентябре Кузнецова и Навратилова выиграли ещё один парный титул на турнире в Лейпциге и заканчивает год в парном рейтинге в топ-10.

### 2004—2005. Победа в США
В начале 2004 года в альянсе с Еленой Лиховцевой выиграла парный трофей в Голд-Косте. Российская пара смогла дойти до финала на Открытом чемпионате Австралии, где они не смогли выиграть титул, проиграв Вирхинии Руано Паскуаль и Паоле Суарес. В одиночных соревнованиях Кузнецова вышла в третий раунд, где проигрывает Жюстин Энен-Арденн 2:6, 5:7. В феврале они вновь встретились уже в финале турнира в Дубае, где опять победу одерживает бельгийка (7:6(3), 6:3). На турнире в Дохе Кузнецова смогла наконец обыграть Энен-Арденн, встретившись с ней на стадии полуфинала — 6:2, 4:6, 6:3. В финале она проигрывает своей соотечественнице Анастасии Мыскиной — 6:4, 4:6, 4:6. В парном розыгрыше турнира в Дохе Светлана побеждает в альянсе с Еленой Лиховцевой. На турнире 1-й категории в Индиан-Уэлсе их дуэт смог пройти в финал парных соревнований. В одиночном розыгрыше турнира Кузнецова продолжила соперничество с лидером мировой классификации Жюстин Энен-Арденн, встретившись с ней в четвертьфинале и на этот раз проиграв — 4:6, 5:7. На следующем турнире в Майами Лиховцева и Кузнецова выходят в финал парных соревнований. В мае Кузнецова выходит в финал грунтового турнира в Варшаве, где проигрывает Винус Уильямс (1:6, 4:6). На тот момент она уже была в топ-20. На турнирах в Берлине и Риме россиянка смогла дойти до 1/4 финала.
На кортах Ролан Гаррос 2004 года Кузнецова выходит в четвёртый раунд и попадает на Анастасию Мыскину. В упорнейшей борьбе Кузнецова потерпела поражение со счётом 6:1, 4:6, 6:8 и покинула турнир, а Мыскина продолжила дальше и смогла в итоге стать чемпионкой турнира из серии Большого шлема. В парном разряде Лиховцева и Кузнецова выходят в финал, где уже в третий раз для Кузнецовой в карьере ей помешали выиграть дебютный Большой шлем Вирхиния Руано Паскуаль и Паола Суарес. После Открытого чемпионата Франции Кузнецова стала игроком первой десятки мирового рейтинга. В июне она смогла выиграть травяной турнир в Истборне, переиграв в финале Даниэлу Гантухову — 2:6, 7:6(2), 6:4. На Уимблдоне она неожиданно проигрывает уже на старте Виржини Раззано, а в парном разряде с Лиховцевой доходит до 1/4 финала. В июле она вышла в четвертьфинал в Лос-Анджелесе. В августе Кузнецова приняла участие в первых в своей карьере Олимпийских играх, которые в том году проходили в Афинах. В индивидуальных соревнованиях россиянка смогла дойти до четвертьфинала, где её обыгрывает № 2 в мире Амели Моресмо. В парном же разряде совместно с Лиховцевой она уступает во втором раунде также представительницам Франции Натали Деши и Сандрин Тестю. Триумфально для Кузнецовой завершается Открытый чемпионат США. Во втором российском финале в истории турниров Большого шлема она побеждает Елену Дементьеву, став третьей по счёту за всю историю тенниса представительницей России, которая смогла выиграть турнир Большого шлема. В женском парном турнире она совместно с Еленой Лиховцевой смогла дойти до финала, но от победного дубля их останавливает пара Вирхиния Руано Паскуаль и Паола Суарес, которая каждый раз из всех четырёх финалов Кузнецовой мешает ей выиграть парный титул Большого шлема.
После грандиозного успеха в США Кузнецова выиграла турнир на Бали. К этому моменту она занимала пятое место в мировом рейтинге. В конце сентября она смогла выйти в финал турнира в Пекине, где в финале не смогла одолеть Серену Уильямс. В октябре её результатами становятся выход в полуфинал в Фильдерштадте и четвертьфинал в Москве. В конце сезона Кузнецова выступила на итоговом турнире WTA, где в своей группе выиграла у Веры Звонарёвой и проиграла Марии Шараповой и Амели Моресмо и, таким образом, покинула соревнование. По итогам года она сохранила 5-ю строчку в одиночном рейтинге и заняла 8-ю в парном на протяжении всего 2004 года Светлана также участвовала в составе сборной России в розыгрыше Кубка Федерации. Она помогла своей команде попасть в финал, где россиянкам предстояло сразиться с командой Франции. На этот раз Кузнецова не смогла принести в копилку своей команды очки, проиграв оба матча, но её подруги по сборной смогли выиграть оставшиеся три матча и таким образом завоевать Кубок для России.
Сезон 2005 года Кузнецова открывает на Австралийском чемпионате, где в одиночных соревнованиях она проходит в четвертьфинал. В следующий раунд она не попадает, проиграв в трёх сетах Марии Шараповой (6:4, 2:6, 2:6). В парных же соревнованиях ей с пятой попытки удалось победить в парном финале Большого шлема. Свой успех она разделила с австралийской теннисисткой Алисией Молик, а в решающей встрече они переиграли американок Линдсей Дэвенпорт и Корину Морариу (6:3, 6:4). После выступления в Австралии Кузнецова сыграла на турнире в Токио и дошла там до полуфинала. В марте в Индиан-Уэлсе она смогла выйти в 1/4 финала, а на турнире в Майами в парном разряде Светлана смогла взять титул, выступив в альянсе с Алисией Молик. На первом для себя грунтовом турнире в сезоне, который проходил в Варшаве, Кузнецова вышла в финал, где проиграла Жюстин Энен-Арденн — 6:3, 2:6, 5:7. На турнире 1-й категории в Берлине она прошла в 1/4 финала, а на Ролан Гаррос вновь проигрывает Энен-Арденн на стадии четвёртого раунда. В травяной части сезона она вышла в полуфинал на турнире в Истборне, а на Уимблдоне вышла в четвертьфинал, где Светлану останавливает Линдсей Дэвенпорт. В парных соревнованиях Уимблдона россиянка смогла дойти до финала, выступая совместно с Амели Моресмо, но в борьбе за титул их пара проиграла Каре Блэк и Лизель Хубер. На Открытом чемпионате США Кузнецова не смогла защитить прошлогодний титул, проиграв уже в первом раунде соотечественнице Екатерине Бычковой. В парном разряде в альянсе с Молик она вышла в 1/4 финала. Осенью она сыграла всего на двух турнирах и на одном из них (в Москве) смогла выйти в четвертьфинал.

### 2006—2007. Вторая в мире и финалы на Ролан Гаррос и в США
Сезон 2006 года Кузнецова начала с выступлений на командном турнире Кубок Хопмана. На турнире в Сиднее она вышла в полуфинал. В четвёртом раунде Открытого чемпионата Австралии в соперницы Светлане досталась Линдсей Дэвенпорт, которая смогла выбить из турнира россиянку. В феврале на стадии 1/4 финала турнира в Дубае Кузнецова смогла выиграть у второй ракетки мира Амели Моресмо 7:6(11), 6:4, а в полуфинале она проиграла № 4 в мире на тот момент Жюстин Энен-Арденн 2:6 5:7. На турнире в Дохе она попадает в четвертьфинал. На турнире 1-й категории россиянка выступила успешно и стала чемпионкой, обыграв по ходу турнира Веру Звонарёву, Мартину Хингис, Патти Шнидер, Ай Сугияму, Амели Моресмо и в финале со счётом 6:4, 6:3 Марию Шарапову. В апреле, перейдя на грунт, Кузнецова вышла в полуфинал в Амелия-Айленде и четвертьфинал в Чарлстоне. На турнире в Варшаве она доходит до финала, где проигрывает Ким Клейстерс 5:7, 2:6. Следующими результатами для неё стали выход в 1/4 финала в Берлине и 1/2 финала в Риме. На Открытом чемпионате Франции набравшая хорошую форму Кузнецова смогла дойти до своего второго финала турнира Большого шлема. В решающем матче она на этот раз уступила своей сопернице Жюстин Энен-Арденн.
На травяных кортах турнира в Истборне Кузнецова дошла до полуфинала и выиграла парный приз, выступая вместе с Амели Моресмо. На Уимблдонском турнире она проигрывает в третьем раунде китаянке Ли На. В августе Светлана сыграла на двух турнирах — в Монреале, где дошла до четвертьфинала, и в Нью-Хейвене, где прошла в полуфинал. На Открытом чемпионате США Кузнецова выигрывала свои встречи вплоть до четвёртого раунда, где её переигрывает Елена Янкович. В сентябре россиянка в третий раз в карьере выигрывает турнир на Бали, обыграв в финале Марион Бартоли 7:5, 6:2. На следующем для себя турнире в Пекине она также побеждает (в финале Кузнецова обыграла Амели Моресмо 6:4, 6:0). В октябре Света дважды смогла сыграть в полуфиналах — на турнирах в Штутгарте и Цюрихе. На Итоговом турнире года она в своей группе проиграла два матча из трёх и не смогла пройти в полуфинал. По итогам сезона Кузнецова впервые финиширует на 4-м месте в рейтинге.
На Открытом чемпионате Австралии 2007 года результатом Кузнецовой стал выход в четвёртый раунд. В феврале на турнире в Париже она попадает в 1/4 финала, а затем в 1/2 финала на турнире в Дубае. На турнире в Дохе Светлана смогла выйти в финал. где проиграла Жюстин Энен 4:6, 2:6. Свой следующий финальный матч россиянка проводит на турнире в Индиан-Уэлсе. Её соперницей стала Даниэла Гантухова, которая находилась в рейтинге на 18 месте, поэтому 4-я в мире Кузнецова считалась фаворитом той встречи. Но неожиданно Кузнецова проиграла словачке со счётом 3:6, 4:6. В мае россиянка сыграла в полуфинале турнира в Варшаве. После этого она вышла в финал на турнире в Берлине, обыграв в полуфинале лидера женского рейтинга Жюстин Энен 6-4, 5-7, 6-4. В решающем матче Кузнецова проиграла Ане Иванович — 6:3, 4:6, 6:7(4). Через неделю она вновь выходит в финал на турнире в Риме и уже в четвёртый раз в сезоне проигрывает в нём — на этот раз Елене Янкович (5:7, 1:6). На Открытый чемпионат Франции Кузнецова приехала уже в качестве третьей ракетки мира. На турнире она смогла дойти до 1/4 финала, где на её пути вновь встала Ана Иванович, обыгравшая россиянку (0:6, 6:3, 1:6).
На Уимблдонском турнире 2007 года она также вышла в 1/4 финала, где проиграла Винус Уильямс. В августе Кузнецова сыграла в 1/4 финала в Торонто, а в конце месяца выиграла турнир в Нью-Хейвене, переиграв по ходу Агнешку Радваньскую, Франческу Скьявоне, Елену Дементьеву и в финале Агнеш Савай. На Открытом чемпионате США Кузнецова смогла выйти в финал, но в отличие от 2004 года, когда она смогла победить, на этот раз она проиграла первой ракетке мира Жюстин Энен. Этот результат приносит Кузнецовой звание второй ракетки мира.
После выступления в США Кузнецова сыграла в финале Кубка Федерации и помогла сборной России стать победителем. Светлана выиграла у итальянок два одиночных матча. В октябре она смогла сыграть в двух полуфиналах на турнирах в Штутгарте и Москве, а также в четвертьфинале в Цюрихе. На Итоговом турнире Кузнецова проиграла все три своих матча, но, несмотря на это, закончила сезон на втором месте.

### 2008—2009. Титул во Франции
На старте сезона 2008 года Кузнецова смогла выйти в финал турнира в Сиднее, где лицом к лицу встретились два лидера мировой классификации. В итоге Светлана проиграла первой ракетке мира Жюстин Энен 6:4, 2:6, 4:6. На Открытом чемпионате Австралии она потерпела поражение уже в третьем раунде от Агнешки Радваньской. На турнире в Дубае в российском финале она проигрывает Елене Дементьевой 6:4, 3:6, 2:6. Также до решающего матча Кузнецова доходит и на турнире 1-й категории в Индиан-Уэлс, где уступает Ане Иванович, которая в тот момент находилась на втором месте рейтинга. На следующем турнире в Майами она обыграла в 1/4 финала Винус Уильямс, а в полуфинале проиграла её младшей сестре Серене. В грунтовой части сезона сыграла всего три турнира, последним из которых стал Открытый чемпионат Франции, где Кузнецова смогла выйти в полуфинал. Путь в финал ей закрыла Динара Сафина, обыгравшая Светлану со счётом 3-6, 2-6. На Уимблдонском турнире, как и в Австралии, её обыгрывает Агнешка Радваньска (на этот раз на стадии четвёртого раунда).
В августе 2008 года на турнире 1-й категории в Монреале Кузнецова вышла в 1/4 финала, где проиграла Динаре Сафиной. В том же месяце она принимает участие во вторых для себя Олимпийских играх, которые состоялись в Пекине. В одиночном разряде Светлана уже в первом раунде проиграла местной любимице Ли На, а в парных соревнованиях совместно с Динарой Сафиной дошла до четвертьфинала, где их переиграли также представительницы Китая: Чжэн Цзе и Янь Цзы. На Открытом чемпионате США она выбывает в третьем раунде, потерпев поражение от Катерины Среботник. В сентябре Светлана в третий раз завоевывает в составе сборной России Кубок Федерации. В финале россиянки одолели сборную Испании, а Кузнецова выиграла обе свои встречи. После этого успеха она отправилась играть в Азию, где смогла выйти в финал в Токио, где проиграла Сафиной, а также финал в Пекине, где уступила Елене Янкович. Ещё оно поражение от Сафиной она потерпела в Москве в октябре. На Итоговом турнире Светлана не смогла выиграть ни одного их трёх матчей и завершила свои выступления в сезоне.
На Австралийском чемпионате 2009 года Кузнецова попала в четвертьфинал, где её обыграла Серена Уильямс. Весной она неплохо сыграла на турнире в Майами: её результатом стали полуфинал в одиночках и чемпионский титул в парном разряде, где она сыграла вместе с Амели Моресмо. В мае Светлана впервые за два года смогла выиграть одиночный турнир, который стал для неё 10-м в карьере. Произошло это в Штутгарте, где в решающем матче она переиграла Динару Сафину 6-4, 6-3. Через неделю обе россиянки встретились в финале турнира в Риме, и на этот раз победу одержала Сафина со счётом 6-3, 6-2. Кузнецова и Сафина продолжили своё противостояние на Открытом чемпионате Франции — в третьем в истории Большого шлема российском финале. Кузнецова смогла одержать победу над Динарой Сафиной и выиграла свой второй в карьере индивидуальный титул Большого шлема.
После триумфа во Франции Кузнецова становится 5-й ракеткой мира. На Уимблдонском турнире она проходит только в третий раунд, где проигрывает немецкой теннисистке Сабине Лисицки. На Открытом чемпионате США Светлана в четвёртом раунде уступила финалистке того розыгрыша Каролине Возняцки. В октябре Кузнецова выигрывает третий в сезоне титул на турнире в Пекине, одержав шесть побед подряд и обыграв в финальном поединке Агнешку Радваньску — 6-2, 6-4. На Итоговом турнире россиянка четвёртый год подряд не смогла преодолеть групповой этап. Несмотря на это, Кузнецова завершила сезон на третьем месте в женском рейтинге.

### 2010—2012. За пределами топ-10
На Открытом чемпионате Австралии 2010 года Кузнецова проходит в четвёртый раунд. В ходе первой половины сезона россиянка вылетала в основном на ранних стадиях и лучшим результатом для неё стал также выход в четвёртый раунд на соревнованиях в Майами. На Открытом чемпионате Франции, где Кузнецова защищала свой прошлогодний титул, она смогла дойти только до третьего раунда, где её выбила француженка Марион Бартоли. Потеряв много рейтинговых очков, Кузнецова покидает пределы первой десятки мирового рейтинга. В июне впервые в сезоне Кузнецова дошла до 1/4 финала на травяном турнире в Истборне. На Уимблдоне она вылетает уже во втором раунде. Взяв после этого месячный перерыв, Светлана в августе смогла выиграть турнир в Сан-Диего, победив в финале Агнешку Радваньску 6-4, 6-7(7), 6-3. На турнире в монреале она сумела выйти в полуфинал, а на Открытом чемпионате США оступается в четвёртом раунде, проиграв Доминике Цибулковой. В конце сезона она не очень успешно сыграла ещё на двух турнирах и завершила сезон на 27-м месте.
В 2011 году в 4-м раунде Открытого чемпионата Австралии Кузнецова уступила итальянке Франческе Скьявоне со счётом 3:6, 6:1, 14:16. Их встреча продолжалась 4 часа 44 минуты (третий сет — ровно 3 часа). Скьявоне отразила в третьем сете шесть матчболов, включая тройной на одной из своих подач. Этот матч стал самым длинным матчем между женщинами в истории турниров Большого шлема и вторым по продолжительности с начала «Открытой эры» в женском теннисе. До абсолютного рекорда женского тенниса Скьявоне и Кузнецова не доиграли более 1,5 часов: в 1984 году на турнире в американском Ричмонде американки Викки Нельсон и Джин Хепнер играли 6 часов и 31 минуту. В феврале Кузнецова взяла реванш у Скьявоне в третьем раунде турнира в Дубае, обыграв итальянку (1-6, 6-0, 7-5). На этом турнире Светлане удалось выйти в финал, где она проиграла Каролине Возняцки — 1-6, 3-6. В апреле Кузнецовой удалось выйти в полуфинал турнира в Марбелье. На Ролан Гаррос россиянка смогла добраться до четвертьфинала, где проиграла Марион Бартоли. На травяном турнире в Хертогенбосе она вышла в 1/4 финала. На Уимблдонской турнире Кузнецова в третьем раунде не смогла одолеть Янину Викмайер. На Открытом чемпионате США она проходит в четвёртый раунд, где её соперницей стала первая ракетка мира Каролина Возняцки — 7-6(6), 5-7, 1-6. В октябре на Кубке Кремля Кузнецова выходит в стадию четвертьфинала. В концовке сезона она сыграла за сборную в финале Кубка Федерации против чешской команды. Кузнецова выиграла матч против Луции Шафаржовой и проиграла Петре Квитовой, а россиянки в целом проиграли финал со счётом 2-3.
2012 год Кузнецова начинает с полуфинала в Окленде. На Открытом чемпионате Австралии он дошла до третьего раунда, где проиграла Сабине Лисицки. В парных соревнованиях, выступив в одной команде с Верой Звонарёвой, Кузнецова смогла выиграть главный трофей. После победы также в Австралии в 2005 году эта победа стала второй в парах на турнирах серии Большого шлема. В финале россиянки переиграли итальянскую пару Роберта Винчи и Сара Эррани. Несмотря на этот успех, результаты Кузнецовой в одиночных соревнованиях оставляли желать лучшего. На нескольких турнирах она не может преодолеть первые раунды. На кортах Ролан Гаррос она дошла до четвёртого раунда, где потерпела поражение от Сары Эррани. На Уимблдоне она вылетает уже в первом раунде, проиграв второй год подряд Янине Викмайер. Светлана проиграла в стартовом матче Большого шлема впервые с 2005 года. Из-за травмы Кузнецова была вынуждена досрочно завершить сезон.

### 2013—2015.
Возвращение на корт после полугодового перерыва состоялось в январе 2013 года на турнире в Окленде. На следующий турнир в Сиднее Кузнецовой пришлось пробираться через квалификацию, с чем она успешно справилась, и в итоге дошла до четвертьфинала. На Открытом чемпионате Австралии она смогла во второй раз в карьере выйти в четвертьфинал, где Светлану обыграла первая ракетка мира Виктория Азаренко. Следующий раз до 1/4 финала Кузнецова проходит в мае на турнире в Оэйраше. На Открытом чемпионате Франции она смогла выиграть у Екатерины Макаровой, Магдалены Рыбариковой, Бояны Йовановски и Анжелики Кербер и выйти в четвертьфинал. На этой стадии она, как и в Австралии, проиграла № 1 женского тенниса и итоговой победительнице турнира, правда, на этот раз этой теннисисткой была не Азаренко, а Серена Уильямс. Следующий турнир Большого шлема — Уимблдон Кузнецова пропускает, а на Открытом чемпионате США доходит до третьего раунда. В сентябре на турнире в Токио она сыграла в четвертьфинале. На домашнем турнире в Москве Светлана выходит в полуфинал, а в парном разряде берёт чемпионский титул, выступив в альянсе с Самантой Стосур. Этот турнир стал для россиянки последним в сезоне, который она заканчивает на 21-м месте рейтинга.
На Открытом чемпионате Австралии 2014 года Кузнецова проигрывает уже на старте украинской теннисистке Элине Свитолиной. Первый раз в сезоне в четвертьфинал она вышла в апреле на грунтовом турнире в Штутгарте. На следующем для себя турнире в Оэйраше россиянка попадает в финал, где проигрывает Карле Суарес Наварро со счётом 4-6, 6-3, 4-6. На Открытом чемпионате Франции Кузнецовой удаётся выйти в четвертьфинал и обыграть в матче третьего раунда № 6 в мире Петру Квитову. В борьбе за выход в полуфинал она проиграла № 4 Симоне Халеп. На Уимблдонском турнире она уже в первом раунде уступила малоизвестной португальской теннисистке Мишель Ларшер де Бриту. В начале августа Светлана впервые за четыре года выигрывает одиночный титул, происходит это на турнире в Вашингтоне, где она обыграла в финале Куруми Нару — 6-3, 4-6, 6-4. Открытый чемпионат США для неё завершился в первом раунде, где Кузнецова потерпела поражение от Марины Эракович. В осенней части сезона лучшими результатами для неё стали выход в четвертьфинал на турнирах в Пекине и Москве.
Старт сезона 2015 года сложился для Кузнецовой неудачно. Она проиграла три первых матча сезона, в том числе и Каролин Гарсии в первом раунде Открытого чемпионата Австралии. Набрать хорошую форму ей удалось в мае, когда она выступила на турнире серии Премьер в Мадриде. Кузнецова смогла выиграть у таких теннисисток, как Екатерина Макарова, Гарбинье Мугуруса, Саманта Стосур, Луция Шафаржова, Мария Шарапова, и выйти в финал. В решающем матче за титул россиянка уступила представительнице Чехии Петре Квитовой со счётом 1-6, 2-6. На Открытом чемпионате Франции Кузнецова и Скьявоне едва не превзошли собственное достижение по продолжительности встречи (в 2011 году они сыграли самый длинный матч в истории Большого шлема). Во втором раунде турнира 28 мая итальянка обыграла россиянку со счётом 6-7(11), 7-5, 10-8, затратив на это 3 часа и 50 минут. Этот матч стал самым долгим на Ролан Гаррос в женском разряде в «Открытую эру» (с 1968 года). В третьем сете соперницы в 18 геймах сделали 13 брейков (Скьявоне в этом сете выиграла 62 % мячей на приёме, а Кузнецова — 57 %). Кузнецова не смогла реализовать матчбол на своей подаче при счёте 6:5. На Уимблдонском турнире Кузнецова также проигрывает во втором раунде, на этот раз Кристине Плишковой. На Открытом чемпионате США в первом раунде она проиграла Кристине Младенович. В сентябре Кузнецова вышла в 1/4 финала турнира в Гуанчжоу. В октябре она впервые стала победительницей проходящего в Москве «Кубка Кремля», в финале взяв верх над победительницей прошлогоднего турнира Анастасией Павлюченковой в двух сетах со счетом 6-2, 6-1. Их матч продолжался 1 час 18 минут. Этот титул стал для Кузнецовой 15-м в карьере на одиночных соревнованиях WTA.

### 2016—2017. Возвращение в топ-10
На своем втором выступлении в туре сезона-2016 Кузнецова победила на турнире серии «Премьер» в Сиднее, где по пути к финалу обыграла Сабину Лисицки, Сару Эррани и Симону Халеп, а в финальном поединке Кузнецова легко взяла верх над пуэрториканкой Моникой Пуиг (6-0, 6-2). Этот титул для Кузнецовой стал 16-м в карьере в одиночном разряде. На Открытом чемпионате Австралии она оступилась во втором раунде, проиграв Катерине Бондаренко. В марте россиянка успешно выступает на турнире в Майами. В матче третьего раунда она смогла переиграть первую ракетку мира Серену Уильямс со счётом 6-7(3), 6-1, 6-2. После этого она обыгрывает ещё двух сеяных теннисисток: Екатерину Макарову и Тимею Бачински и выходит в финал. В решающей встрече Светлана уступила Виктории Азаренко — 3-6, 2-6. Грунтовую часть сезона Кузнецова начинает для себя в конце апреля с выходом в полуфинал турнира в Праге. На турнире в Риме она смогла выйти в 1/4 финала, где у неё взяла реванш за поражение в Майами Серена Уильямс. На Открытом чемпионате Франции Светлана продвинулась до четвёртого раунда, где по воли жребия она встретилась с Гарбиньей Мугурусой, которая, переиграв Кузнецову со счётом 6-3, 6-4, в дальнейшем стала победительницей турнира. В парном разряде Светлана выступила в паре с соотечественницей Маргаритой Гаспарян и вышла в полуфинал.
На Уимблдонском турнире 2016 года Кузнецова на ранних стадиях смогла победить Каролину Возняцки, Тару Мур и Слоан Стивенс. В четвёртом раунде она вновь по ходу сезона встретилась с первой ракеткой мира Сереной Уильямс и проиграла ей 5-7, 0-6. После Уимблдона Кузнецова впервые с 2010 года смогла в рейтинге занять место в топ-10. В июле на турнире в Монреале Светлана в матче третьего раунда обыграла Петру Квитову, а в четвертьфинале уступила Симоне Халеп. В розыгрыше Олимпийского турнира в Рио-де-Жанейро, состоявшегося в начале августа, Кузнецова сыграла в одиночках и женской паре. В личном первенстве она в третьем раунде проигрывает Йоханне Конта — 6-3, 5-7, 5-7. В парном разряде, сыграв с Дарьей Касаткиной, дошла до четвертьфинала, где их дуэт уступает чешской паре Андреа Главачкова и Луция Градецкая. После Олимпиады Кузнецова выходит в четвертьфинал на турнире в Цинциннати. На Открытом чемпионате США она проигрывает в матче второго раунда Каролине Возняцки. Осенью Светлана смогла выйти в полуфинал турнира в Ухане и победить в том числе двух теннисисток из первой десятки: Винус Уильямс и Агнешку Радваньскую. Также до полуфинала она добирается на турнире в Тяньцзине. В конце октября Кузнецова защищает свой титул на Кубке Кремля, проходящем в Москве. В финале россиянка, посеянная под первым номером, смогла переиграть Дарью Гаврилову. Выступления по ходу сезона позволяют Кузнецовой впервые с 2009 года сыграть на Итоговом турнире WTA. В общей сложности это было её шестое выступление на «Финале года» и впервые она смогла преодолеть групповой этап. Кузнецова выиграла у Агнешки Радваньской и Каролины Плишковой и проиграла Гарбинье Мугурусе. В полуфинале она встретилась со словачкой Доминикой Цибулковой и проиграла со счётом 6-1, 6-7(2), 4-6. По итогам 2016 года Кузнецова заняла 9-е место в мировом женском рейтинге.
2017 год начала с четвертьфинала турнира в Брисбене, где проиграла Гарбинье Мугурусе. На кортах Открытого чемпионата Австралии она дошла до четвёртого раунда, уступив там Анастасии Павлюченковой. Затем на домашнем турнире в Санкт-Петербурге она выиграла один матч у Дарьи Гавриловой, но в 1/4 финала проиграла Юлии Путинцевой. Хорошего результата Светлане удалось добиться в марте на крупном турнире в Индиан-Уэлсе. Она выиграла четыре матча (у Ларссон, Винчи, Гарсии и Павлюченковой), проиграв них лишь один сет. В полуфинале на двух тай-брейках удалось пройти третью ракетку мира Каролину Плишкову. Впервые с 2006 года в Индиан-Уэлсе состоялся российский финал, в котором Кузнецова уступила Елене Весниной в трёх сетах. На следующем супертурнире в Майами Кузнецова проиграла в четвёртом раунде, где ей выпало сыграть с Винус Уильямс.
В грунтовой части сезона 2017 года она сыграла четыре турнира и наибольшего успеха добилась на крупном турнире в Мадриде, где смогла выйти в полуфинал. На Ролан Гаррос удалось выйти в четвёртый раунд, где Кузнецову превзошла Каролина Возняцки. Летом на траве она сыграла два турнира. В Истборне россиянка смогла выйти в четвертьфинал, а затем на главном травяном турнире — Уимблдоне также доиграла до 1/4 финала (впервые с 2007 года). В четвёртом раунде была обыграна представительница топ-10 Агнешка Радваньская (6-2, 6-4), а в борьбе за полуфинал она проиграла итоговой чемпионке того Уимблдона Гарбинье Мугурусе (3-6, 4-6). Также до четвертьфинала на Уимблдоне удалось дойти в парном разряде в команде с Кристине Младенович из Франции.
В конце лета на североамериканском харде Кузнецова выступила на трёх турнирах и лучшим результатом стал четвертьфинал в Цинциннати, где на её пути вновь встала Мугуруса. Открытый чемпионат США закончился поражением во втором раунде от японки Куруми Нара. В осенней части Светлана сыграла только два турнира, оба раза проиграв в стартовом матче и завершила сезон. На протяжении всего года она входила в топ-10 и лишь ближе к концу октября опустилась во вторую десятку, заняв в итоговом рейтинге 12-е место.

### 2018—2021. Спад результатов, возвращение в топ-50 и приостановление карьеры
Старт сезона 2018 года Кузнецова пропустила и впервые в сезоне сыграла в марте на турнире в Индиан-Уэлсе. На трёх турнирах подряд она проигрывала в первом матче, а затем в апреле дошла до четвертьфинала турнира в Стамбуле. До конца июля россиянка не показывала сильных результатов, выбала в первом раунде на Ролан Гаррос и Уимблдоне и покинула топ-100 рейтинга. В начале августа у Кузнецовой получилось проявить себя на турнире в Вашингтоне. Она уверенно дошла до финала, не проиграв ни одного сета и максимально позволяя соперницам выиграть два гейма в сете. В финале она сыграла единственный трёхсетовый матч против Донны Векич и стала победительницей турнира. Этой 18-й титул в одиночной карьере россиянки на турнирах WTA и последний в профессиональной карьере. Достигнутая победа позволила на две недели вернуться в топ-100, но затем сильных результатов не было. Кузнецова выступила ещё на трёх турнирах до конца сезона и завершила сезон за пределами первой сотни.
В 2019 году Кузнецова стартовала только в апреле, приняв участие на турнире в Лугано, где вышла в четвертьфинал. В остальной грунтовой части сезона она не проходила далее второго раунда, в основном попадая на турниры благодаря уайлд-кард. При этом в мае в Мадриде она обыграла в первом раунде теннисистку из топ-10 — Арину Соболенко. Ролан Гаррос и Уимблдон завершились поражением в первом раунде.
В августе Кузнецова прекрасно сыграла на крупном турнире в Цинциннати, где вышла в финал. На пути к нему она обыграла сразу трёх теннисисток из топ-10. В третьем раунде Слоан Стивенс, в 1/4 финала третью в мире Каролину Плишкову, а в полуфинале в двух сетах обыграла представительницу Австралии Эшли Барти, вторую ракетку мира и первую сеяную турнира, их встреча продолжалась 1 час 6 минут и завершилась победой россиянки со счетом 6:2, 6:4. В финале Кузнецова проиграла Мэдисон Киз — 5-7, 6-7. После этого выступления россиянка совершила сильный подъём в рейтинге, переместившись со 153-го на 62-е место в рейтинге. На Открытом чемпионате США неожиданно проиграла в первом раунде Кристи Ан в двух сетах. Осенью она сыграла три турнира, из которых только в Ухане смогла выиграть матчи и пройти в третий раунд.
2020 год Кузнецова начала с турнира в Хобарте, где на старте в двух сетах уступила Магде Линетт. Впервые за три года участвовала в Открытом чемпионате Австралии, где в первом раунде победила Маркету Вондроушову, а затем проиграла Камиле Джорджи. На турнире в Санкт-Петербурге она обыграла Дженнифер Брэди и проиграла Белинде Бенчич.
В конце февраля Кузнецова хорошо сыграла на турнире серии Премьер 5 в Дохе. Она победила Чаглу Бююкакчай и Игу Свёнтек, а затем вышла в 1/4 финала после отказа от участия Аманды Анисимовой. В 1/4 финала россиянка обыграла № 9 в мире Бенчич в двух сетах и вышла в полуфинал, где проиграла будущей чемпионке Арине Соболенко.
Из-за пандемии Кузнецова отказалась от участия в турнире в Цинциннати и на Открытом чемпионате США. Первым после паузы в сезоне стал турнир в Стамбуле, где в трёх сетах проиграла Эжени Бушар. На Премьер-турнире в Риме Кузнецова выиграл два матча и вышла в третий раунд, в котором проиграла Элине Свитолиной. На перенесенном в этом году на осень Ролан Гаррос в первом раунде встретилась с соотечественницой Анастасией Павлюченковой и проиграл в трёх сетах и больше в сезоне не выступала.
В 2021 году Кузнецова сыграла на Открытом чемпионате Австралии, проиграв там во втором раунде Белинде Бенчич. В марте во втором раунде турнира в Дабае удалось переиграть пятую ракетку мира Элину Свитолину (2-6, 6-4, 6-1), однако в третьем раунде уступила Барборе Крейчиковой. После этого она отправилась на турнир в Санкт-Петербург и доиграла там до полуфинала, уступив Дарье Касаткиной. Грунтовую часть сезона Кузнецова пропустила, сыграв только на Ролан Гаррос, где проиграла в первом раунде. Затем она сыграла ещё два турнира и после поражения в первом круге на Уимблдоне больше не выступала.
Официально Кузнецова не объявляла о завершении карьеры, но в своих интервью допускает возвращение на корт, если сможет набрать оптимальную форму, чтобы играть на высоком уровне.

## Выступления на турнирах

### Достижения
- Победительница двух турниров Большого шлема в одиночном разряде.
- Победительница двух турниров Большого шлема в парном разряде.
- Трёхкратная обладательница Кубка Федерации.
- Победительница 18 турниров WTA в одиночном разряде и 16 в парах.
- Экс-вторая ракетка мира в одиночном разряде и третья в парном разряде.